# Orthoprosopa grisea
Orthoprosopa grisea är en tvåvingeart som först beskrevs av Walker 1835.  Orthoprosopa grisea ingår i släktet Orthoprosopa och familjen blomflugor. Inga underarter finns listade i Catalogue of Life.